# Cryptophialus hoegi
Cryptophialus hoegi is een rankpootkreeftensoort uit de familie van de Cryptophialidae. De wetenschappelijke naam van de soort is voor het eerst geldig gepubliceerd in 2000 door Kolbasov.